# ماساشی فوجیموتو
ماساشی فوجیموتو (انگلیسی: Masashi Fujimoto؛ زادهٔ ۱۹۶۳) خواننده، و بازیگر اهل ژاپن است.
از فیلم‌ها یا برنامه‌های تلویزیونی که وی در آن نقش داشته‌است می‌توان به گامبی، همدردی با آقای انتقام، شتاب، اورلی، و جنگل اشاره کرد.